# Hadena chrysocyanea
Hadena chrysocyanea là một loài bướm đêm trong họ Noctuidae.